# Akoibon
Akoibon é um filme francês de Edouard Baer, estreou em 2005.